# S (EP)
S é o segundo extended play (EP) da cantora e compositora estadunidense SZA. Foi lançado de forma independente no dia 28 de outubro de 2013. Depois de conhecer os membros do selo independente Top Dawg Entertainment e lançar seu EP de estréia, See.SZA.Run (2012), SZA começou a trabalhar no S, iniciando a gravação por volta de maio de 2013. Ela trabalhou com uma variedade de produtores para o álbum, incluindo Patrick Lukens, BrandUn DeShay , WNDRBRD, Waren Vaughn e Felix Snow. S é caracterizado como um álbum alt-R&B com produção que "torce e mata".
Após o lançamento, S foi recebido com aclamação pelos críticos de música, que elogiaram os temas e a direção musical do trabalho. SZA divulgou a mixtape com o lançamento de um videoclipe para a música "ICE.MOON", no qual foi dirigido por Lemar & Dauley.

## Histórico
SZA conheceu membros da Top Dawg Entertainment durante a CMJ Music Marathon em 2011, quando a empresa de roupas de seu namorado patrocinou um show no qual Kendrick Lamar estava se apresentando. Uma amiga que compareceu ao show com ela apresentou as primeiras músicas do SZA ao presidente da TDE  Terrence "Punch" Henderson], que gostou do material e ficou em contato.
Em 29 de outubro de 2012, SZA estreou com disco intitulado See.SZA.Run, que contou com a produção de Brandun DeShay, APSuperProducer, entre outros.
Em junho de 2013, a Top Dawg Entertainment declarou planos de contratar mais dois artistas, anunciando em 14 de julho que o SZA havia assinado com o selo.

## Gravação
Em maio de 2013, SZA revelou que estava trabalhando com os produtores Holy Other e Emile Haynie, o último dos quais havia trabalhado anteriormente com Lana Del Rey e Kid Cudi. SZA conheceu o Holy Other através de amigos em comum. Depois de estarem na mesma área e trabalharem no mesmo estúdio, os dois começaram a trabalhar juntos.

## Faixas
| N.º            | Título                    | Compositor(es) | Produtor(es)         | Duração |  |
| 1.             | "Castles"                 | Solána Rowe    | Felix Snow           | 3:02    |  |
| 2.             | "TERROR.DOME"             | Rowe           | Waren Vaughn         | 4:26    |  |
| 3.             | "AFTERMATH"               | Rowe           | WNDRBRD              | 3:38    |  |
| 4.             | "THE ODYSSEY (Interlude)" | Rowe           | BrandUn DeShay       | 3:22    |  |
| 5.             | "PRAY"                    | Rowe           | Snow                 | 3:18    |  |
| 6.             | "ICE.MOON"                | Rowe           | Snow, Patrick Lukens | 3:10    |  |
| 7.             | "WINGS"                   | Rowe           | Lukens               | 4:26    |  |
| 8.             | "KISMET (Outro)"          | Rowe           | Zodiac               | 2:47    |  |
| Duração total: | Duração total:            | Duração total: | Duração total:       | 40:41   |  |

Créditos de demonstração
- "AFTERMATH" possui elementos de "So Far to Go", interpretada por Braeden Bailey.
- "TERROR.DOME" contém demonstração de uma cena do filme Rosemary's Baby (1968).
- "THE ODYSSEY (Interlude)" contém trecho do documentário All by Myself: The Eartha Kitt Story (1982).
- "KISMET (Outro)" possui elementos de "Crickets", produzida e interpretada por Zodiac.

## Lançamento
| Local          | Data                  | Formato          | Gravadora               |
| -------------- | --------------------- | ---------------- | ----------------------- |
| Estados Unidos | 28 de outubro de 2013 | Download digital | Lançamento independente |